# Parnamirim (Rio Grande do Norte)
Parnamirim, amtlich portugiesisch Município de Parnamirim, ist eine Stadt in Brasilien. Sie liegt in der Metropolregion Natal im Bundesstaat Rio Grande do Norte. Die Stadt hatte zum 1. Jul 2020 geschätzt 267.036 Einwohner. Nach der Einwohnerzahl ist Parnamirim die drittgrößte Stadt im Bundesstaat Rio Grande do Norte und steht an 130. Stelle in Brasilien.
Der Aeroporto Internacional Augusto Severo (ICAO: SBNT), der früher die 12 km entfernte Staatshauptstadt Natal bediente, nimmt zusammen mit dem Luftwaffenstützpunkt Natal einen großen Teil des Stadtgebiets ein.
Parnamirim lag von 1989 bis 2017 in der Mesoregion Ost-Potiguar. Die Gemeinde Parnamirim nimmt eine Fläche von 123,5 km² ein (Stand 2017). Die Bevölkerungsdichte beträgt rund 1640 Einwohner/km². Die Stadt wurde am 17. Dezember 1958 gegründet. Das Zentrum der Stadt liegt auf 53 Metern über Meereshöhe.
Am Stadtrand in Piranji do Norte steht der Cajueiro de Pirangi, der zeitweilig größte anerkannte Kaschubaum der Welt. In unmittelbarer Nähe liegt auch das Raketenstartzentrum Centro de Lançamento da Barreira do Inferno.
Der Index der menschlichen Entwicklung von 0,766 ist der höchste aller Gemeinden im Bundesstaat.

## Galerie

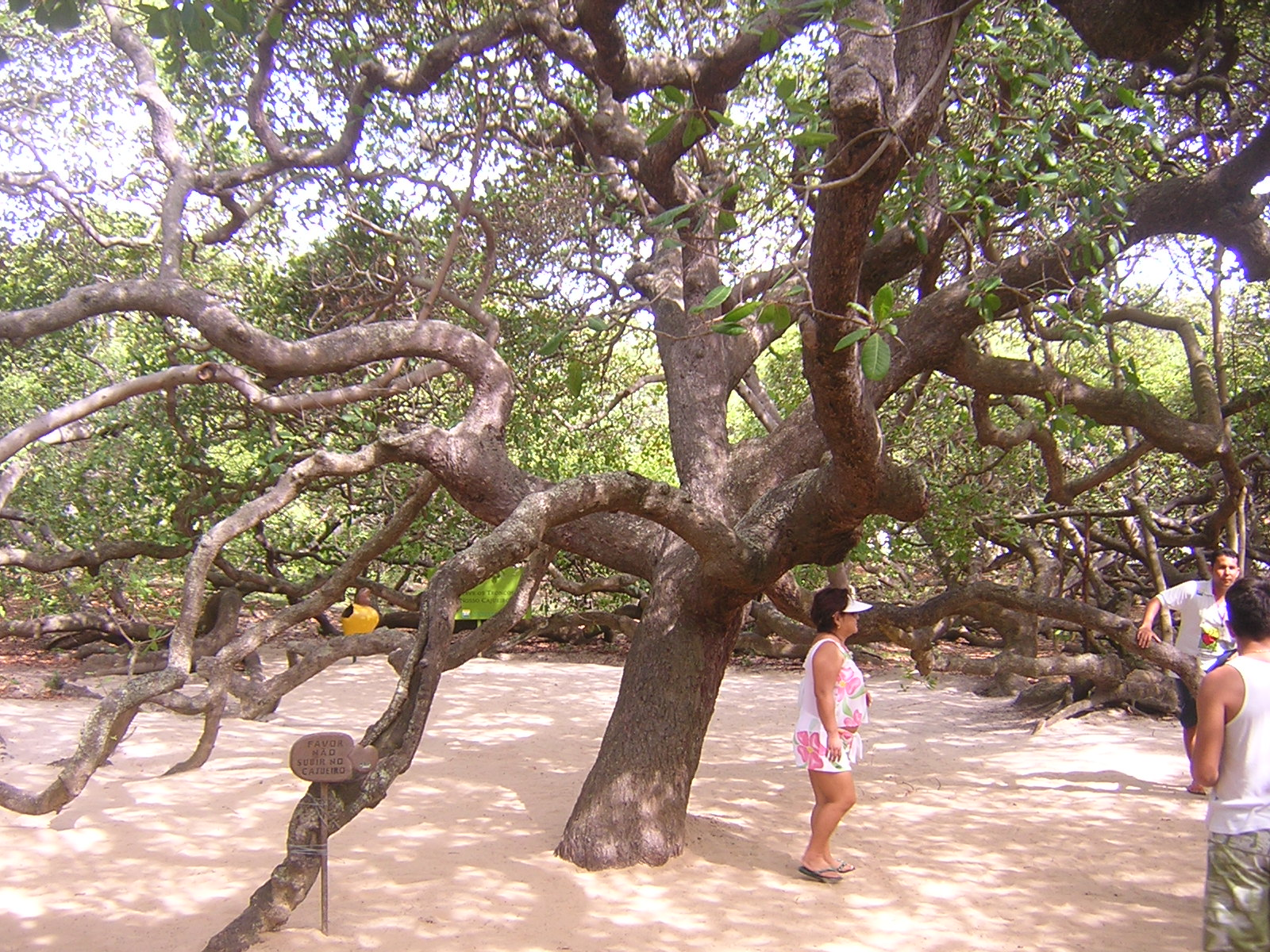
Cajueiro de Pirangi.
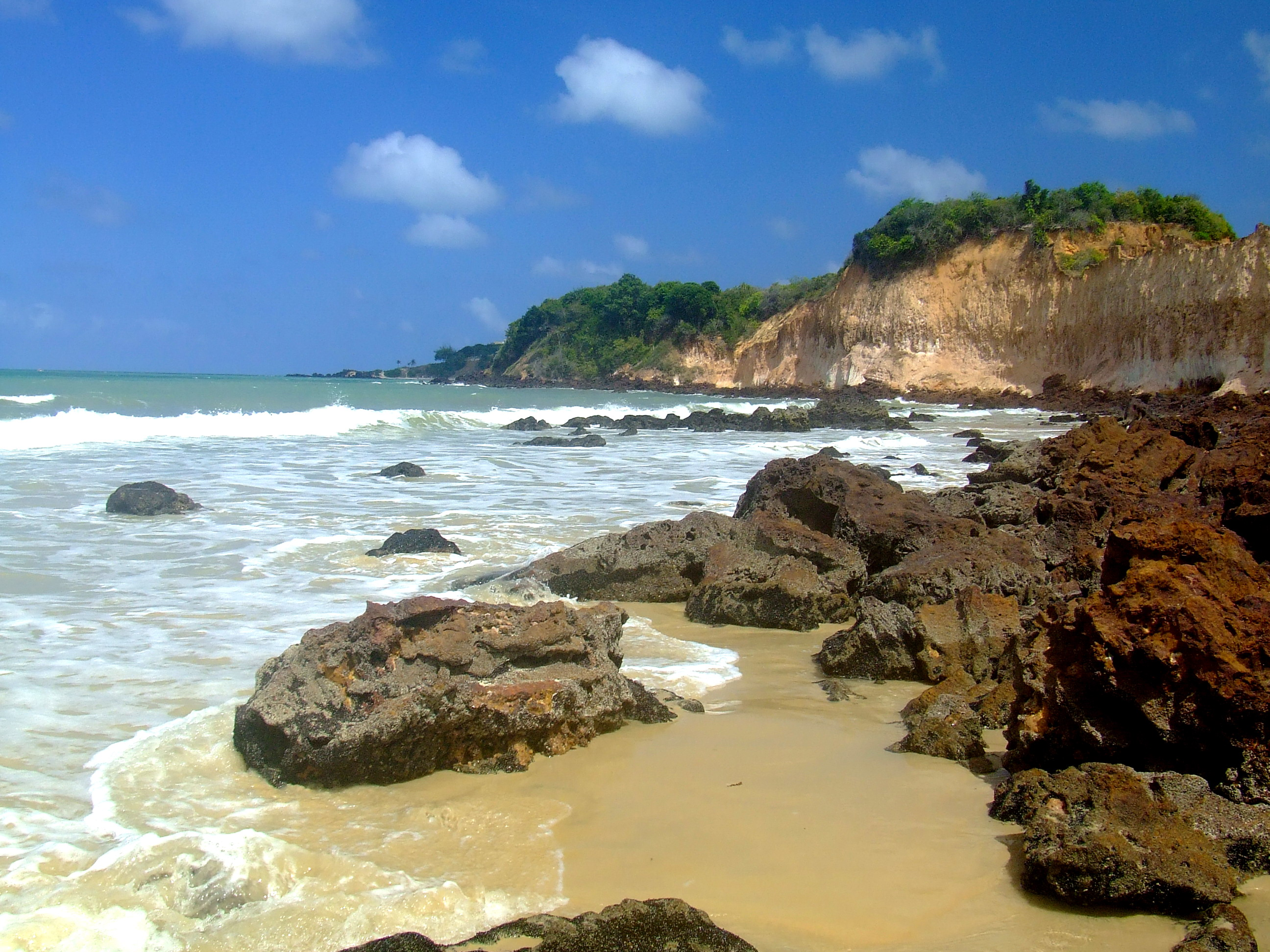
Der Cotovelo-Strand in Parnamirim.
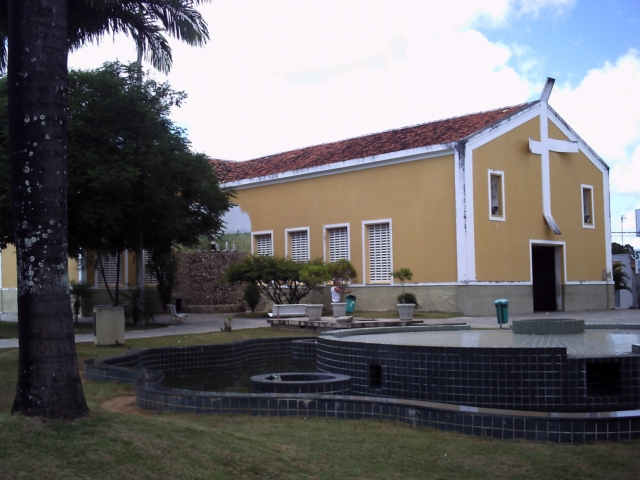
Igreja Matriz de Nossa Senhora de Fátima, Schutzpatronin von Parnamirim.